# Luolishaniidae
Los Luolishaniidae o Luolishaniida son un grupo de lobópodos que vivieron en el periodo Cámbrico.
Tenían de 5 a 6 pares de lobópodos setíferos. Algunos luolishanidos también tenían lobópodos posteriores con púas en forma de gancho al final y escleritos dispuestos en tres o más por segmento del tronco. Se cree que se alimentaban por filtración de los microorganismos presentes en el agua.
Nuevos especímenes del previamente enigmático Facivermis muestran que era parte de este grupo.